# Liverpool Plains
Liverpool Plains är en slätt i Australien. Den ligger i delstaten New South Wales, i den sydöstra delen av landet, omkring 270 kilometer norr om delstatshuvudstaden Sydney.